# Bittium perparvulum
Bittium perparvulum är en snäckart. Bittium perparvulum ingår i släktet Bittium och familjen Cerithiidae. Inga underarter finns listade i Catalogue of Life.